# Adenocritonia
Adenocritonia é um género botânico pertencente à família Asteraceae.

## Espécies
Apresenta somente três espécies:
- Adenocritonia adamsii
- Adenocritonia heathiae
- Adenocritonia steyermarkii